# Teodoro Rodrigues de Morais
Teodoro Rodrigues de Morais (9 de novembro de 1816 — 12 de junho de 1897) foi um político brasileiro e médico brasileiro. Teodoro serviu como, deputado geral e Presidente e Vice-Presidente da Província de Goiás e foi o primeiro goiano a se formar em medicina.

## Biografia
Teodoro Rodrigues de Morais nasceu em 1816, sendo membro de uma abastada família pertencendo à nobreza da terra. A sua família era muito influente nos rumos administrativos, politicos e economicos da provincia. Teodoro era tio de João Bonifácio Gomes de Siqueira e  Jerônimo Rodrigues de Morais Jardim, sendo various outros membros da família influentes durante o século XIX e XX.Com 19 anos  em 1835 Teodoro foi mandado para a Faculdade de Medicina do Rio de Janeiro, onde se formou em 1840. Lá conheceu Moretti Foggia, imigrante italiano, e Francisco Antônio de Azeredo que foram frequentemente colaboradores no campo médico com Teodoro. O retorno de Teodoro a Goiás foi muito comemorado pelos administradores da província, e logo tomou posse de seu cargo médico no hospital São Pedro de Alcântara que estava há muito tempo vago. Por causa de sua abastada família Teodoro decidiu empregar seus serviços de graça para o benefício dos membros pobres da sociedade. Durante a sua carreira médica de 44 anos Teodoro atingiu o cargo de Coronel cirurgião-mor do exército em 1870 e em 1886 se tornou general medico na reserva. Durante a sua carreira Teodoro trabalhou para difundir a medicina e melhoras de saúde em sua província, sendo encarregado da construção do cemitério publico de Goias, e também pela difusão de vacinas. Teodoro é considerado como um dos principais difusores da medicina científica em Goiás no século XIX.

## Carreira Política
Teodoro serviu como deputado geral por Goiás na 12ª Legislatura durante 1864-1866. Foi 1º vice-presidente da província de Goiás, exercendo a presidência interinamente cinco vezes, de 25 de junho a 22 de julho de 1878, de 14 de janeiro a 18 de março de 1879, de 28 de dezembro de 1880 a 1 de fevereiro de 1881, de 9 de dezembro de 1881 a 20 de junho de 1882, e de 20 de setembro de 1882 a 22 de fevereiro de 1883. Teodoro foi quem teve o mais longo mandato como vice-presidente de Goiás durante o Império (1878-1883).